# Bala Kuh
Bala Kuh är en ort i Afghanistan. Den ligger i provinsen Balkh och distriktet Chimtal, i den norra delen av landet, 300 kilometer nordväst om huvudstaden Kabul. Bala Kuh ligger 901 meter över havet.